# Гастон-Марин, Георге
Георге Гастон-Марин (настоящие имя и фамилия — Георге Гроссман) (рум. Gheorghe Gaston-Marin; 14 апреля 1918, Кишинеу-Криш, Австро-Венгрия — 25 февраля 2010, Бухарест, Румыния) — румынский политический, государственный и общественный деятель, министр экономики (1948—1949), министр электроэнергии и знергетической промышленности (1949—1954), председатель комитета планирования (1954—1965), первый заместитель председателя Совета министров (1962—1969)

## Биография
Еврейского происхождения. В 1936—1941 годах изучал математику и физику в Университете Сорбонны, затем обучался на факультете электротехники и энергетики Политехнического института Гренобля (Франция).
Участвовал в движении Поалей Цион. В годы Второй мировой войны — участник французского движения Сопротивления
В 1942 году вступил в ряды Французской компартии. Один из организаторов протестных действий французов против немецких оккупантов на шахтах департамента Тарн, ставшим одной из первых областей Франции, освобождённых от немцев (июль 1944). В августе 1944 года участвовал в освобождении городов Кармо и Альби, лично захватив в плен 120 немецких солдат.
Родители Георге были убиты во время Холокоста в концлагерях. После Второй мировой войны вернулся в Румынию.
После прихода к власти коммунистов в Румынии, работал советником канцелярии в Кабинете министров СРР.
В 1947 году был членом румынской делегации в Париже на подписании Парижского мирного договора.
Затем занимал ответственные должности в правительстве СРР: был министром экономики — заместителем министра народного хозяйства (1948—1949), министром электроэнергии и энергетической промышленности (1949—1954), председателе комитета планирования (1954—1965), в 1955—1966 годах — председателем Государственного комитета по ядерной энергии и первым заместителем председателя Совета министров (1962—1969) Социалистической Республики Румыния, а также занимал кресло министра металлургии, горного дела, химии, транспорта и связи, строительства, химической промышленности и торговли.
В 1952−1985 годах — депутат Великого Национального Собрания Румынии. С 25 июня 1960 года по 22 ноября 1984 года — член ЦК Румынской коммунистической партии.
С 18 мая 1954 года по 21 августа 1965 года — председатель Госплана.
В 1963 году, после похорон Джона Ф. Кеннеди, активно участвовал в установлении дипломатических отношений со странами западного мира, в том числе, с США. Эти шаги были с воодушевлением восприняты правительством и президентом США Линдоном Джонсоном, тогда Румыния получила привилегированный статус среди стран социалистического лагеря.
В 1980-х годах эмигрировал в Израиль, однако позже вернулся в Румынию.

## Награды
- Орден «Защита Отечества» I степени
- медаль «40-летие Коммунистической партии Румынии».